# Thần

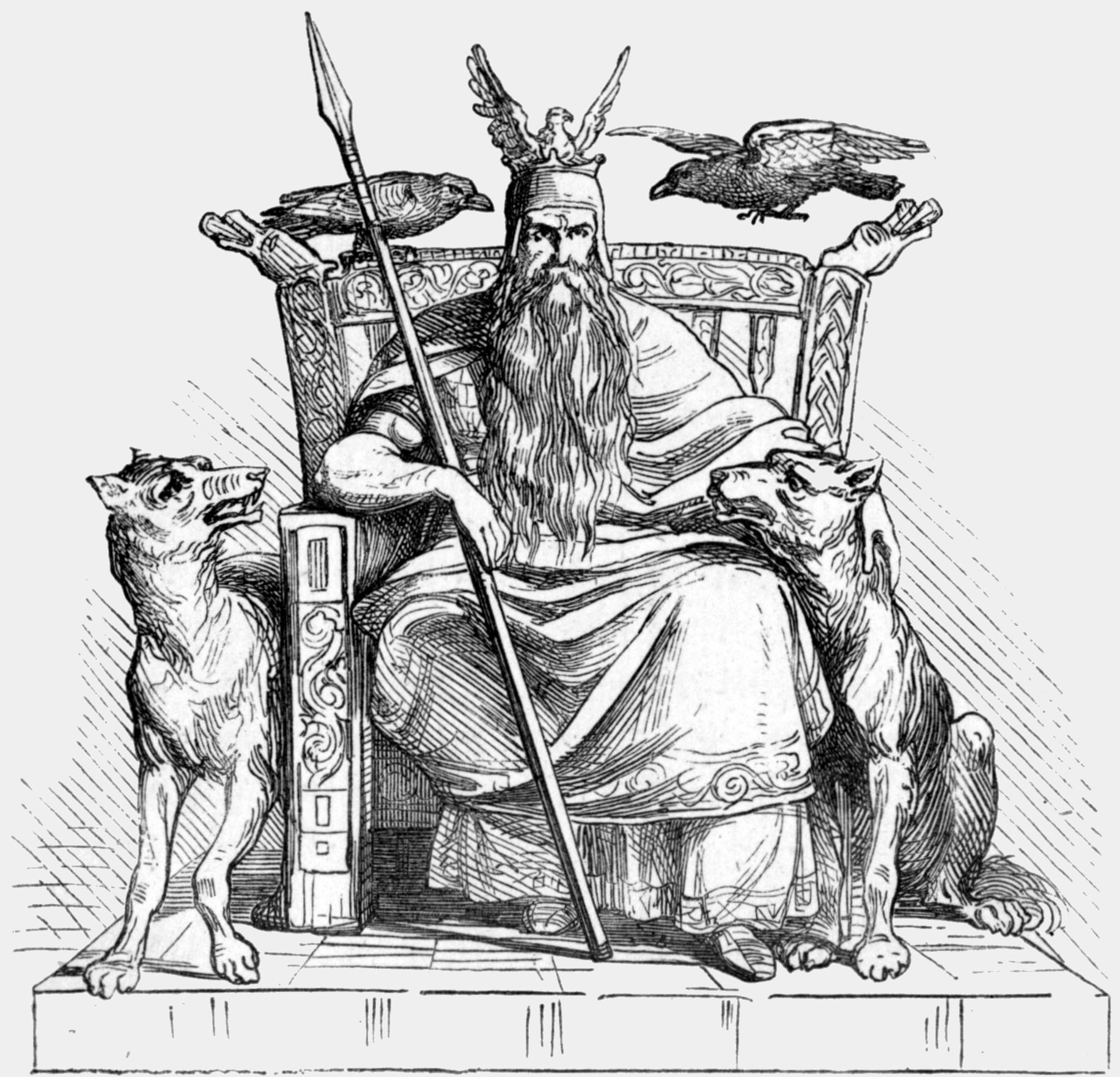
Thần Odin

Thần hay thần linh (tiếng anh: deity) là hữu thể có tính chất thần thánh hoặc linh thiêng. Theo C. Scott Littleton định nghĩa rằng thần "là hữu thể có năng lực lớn hơn người phàm, nhưng tương tác với con người, theo cách tích cực hay tiêu cực, mang con người tới một tầm mức nhận thức mới, nằm ngoài những suy nghĩ của cuộc sống phàm trần".

## Thiện thần và ác thần

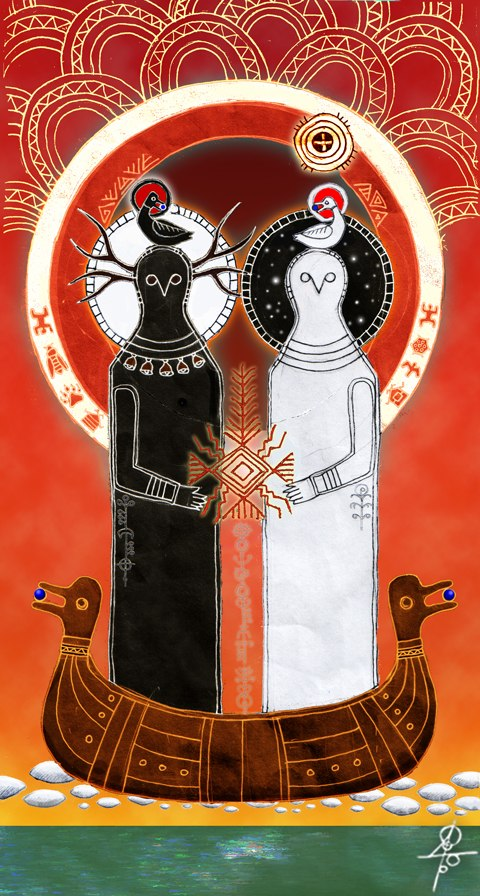
Ác Thần (Chernobog) và Thiện thần (Belobog) trong thần thoại Slavic